# Cephalodella auriculata
Cephalodella auriculata är en hjuldjursart som först beskrevs av Müller 1773.  Cephalodella auriculata ingår i släktet Cephalodella och familjen Notommatidae. Arten är reproducerande i Sverige. Inga underarter finns listade i Catalogue of Life.